# Running to Stand Still
Running to Stand Still – ballada rockowa grupy U2, pochodząca z jej wydanego w 1987 roku albumu, The Joshua Tree.

## Tekst
Ten oparty na dźwiękach keyboardu utwór opowiada o uzależnionej od heroiny kobiecie z dublińskiego osiedla bloków. Wskazują na to fragmenty: „I see seven towers/But I only see one way out”, „She runs through the streets/With her eyes painted red” oraz „She will suffer the needle chill”. Tekst piosenki przejawia frustrację i bezsilność wobec sytuacji tej kobiety, o czym świadczy tekst „You've got to cry without weeping, talk without speaking, scream without raising your voice”.

## Utwór na koncertach
Podczas koncertów piosenka „Running…” niemal zawsze wykonywana była po piosence „Bullet the Blue Sky”. Po raz pierwszy utwór grany był na żywo w trakcie występów w ramach trasy Joshua Tree Tour. Wtedy też, The Edge grał na keyboardzie, a Bono na gitarze. W tej postaci piosenka była wykonywana aż do trasy Zoo TV Tour, podczas której doszło do zmiany. Od tej pory, The Edge w trakcie „Running to Stand Still” grał na swoim Fenderze Stratocaster, a Bono śpiewał utwór na drugiej scenie, zachowując się jednocześnie jak osoba uzależniona od heroiny. Utwór nie był wykonywany podczas tras PopMart Tour i Elevation Tour, co zmieniło się dopiero z rozpoczęciem Vertigo Tour w 2005 roku. Wtedy też, U2 ponownie zaczął grać piosenkę podczas koncertów. Były to wykonania takie, jak te z Joshua Tree Tour – z grą The Edge’a na keyboardzie i Bono na gitarze. W trakcie większości tych występów, „Running to Stand Still” towarzyszyło odczytywanie fragmentów Powszechnej Deklaracji Praw Człowieka. Pod koniec lipca 2005 roku, piosenkę w tej roli zastąpił inny utwór zespołu, „Miss Sarajevo”.
Wykonania koncertowe „Running to Stand Still” można znaleźć na albumach: The Joshua Tree, Rattle and Hum, Zoo TV: Live from Sydney oraz Vertigo: Live from Chicago.
Cover piosenki wykonał między innymi amerykański wokalista Scott Stapp.